# Constant de Muyser

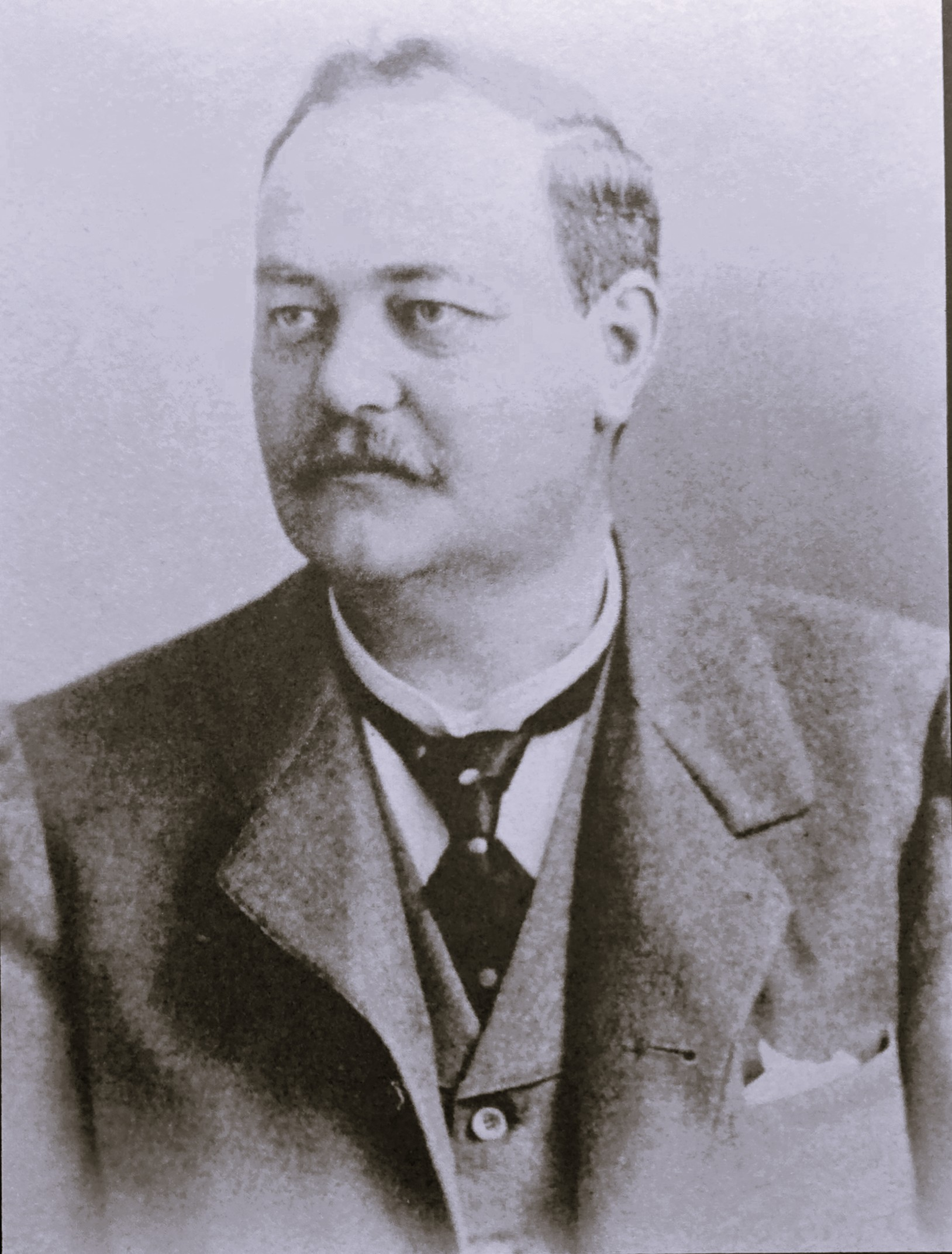

Constant de Muyser (* 20. August 1851 in Luxemburg (Stadt); † 19. Juni 1902 in Köln) war ein luxemburgischer Eisenbahningenieur, Industrieller und Numismatiker.

## Leben
Constant de Muyser besuchte das Athenäum in Luxemburg. Anschließend studierte er von 1873 bis 1876 Ingenieurwissenschaften an der Polytechnischen Schule Aachen. Zu Beginn des Studiums wurde er Mitglied des Akademischen Vereins der Chemiker und Hüttenleute an der Polytechnischen Schule Aachen, des späteren Corps Montania zu Aachen. Nach dem Studium nahm er zunächst eine Stellung beim Hollericher Walzwerk an. 1878 wechselte zur Prinz-Heinrich-Eisenbahngesellschaft in Petingen, wo er von 1888 bis zu seinem Tod „Chef de service de la traction et du matériel“ war. 1896 war er Gründungsgesellschafter des Hüttenwerks in Differdingen, der Société Anonyme des Hauts-Fourneaux de Differdange.
1884 veröffentlichte er eine zusammen mit A. Kaufeld erstellte topographische Karte des Luxemburger Eisenerzbeckens. Als Numismatiker brachte er eine Sammlung von etwa 470 luxemburgischen Münzen zusammen, von denen die ältesten bis ins Jahr 1136 datieren.
Er half als akademischer Mentor 1890 bei der Gründung der pennalen Landsmannschaft Amicitia im Luxemburger Stadtviertel Pfaffenthal und 1897 bei der Gründung des landsmannschaftlichen Akademischer Verein „d'Lëtzebuerger“ Aachen.

## Publikationen
- Les rues de Luxembourg du 16e siècle par rapport à celles d'aujourd'hui. In: Publications de la Section Historique de l'Institut Grand-Ducal de Luxembourg. Bd. 44, 1895, ISSN 1018-306X, S. 269–301.
- mit Aug. Kauffeld: Carte des chemins de fer et des bassins miniers de Longwy – Differdange – Belvaux et de Esch – Rumelange – Dudelange. 1:20.000. s. n., Brüssel s. d. (1884).